# Герб Кумёнского района
Герб муниципального образования «Кумёнский район» — опознавательно-правовой знак, составленный и употребляемый в соответствии с правилами геральдики, служащий символом муниципального района «Кумёнский район» Кировской области Российской Федерации.

## Описание герба
Описание герба:
В зелёном щите над вогнутой, окаймленной серебром оконечностью — пониженная серебряная чаша со змеёй, сопровождённая вверху дважды повторенными бьющими в стороны серебряными струями (две меньшие струи над двумя большими), а внизу — двумя расходящимися золотыми колосьями (без стеблей), изогнутыми сообразно оконечности. В вольной части — герб Кировской области.

## Обоснование символики
Описание герба:
Герб Кумёнского района представляет собой зелёный геральдический щит с вогнутой лазоревой оконечностью, на котором изображён источник минеральных вод, вытекающий из чаши, обвитой змеёй (является известной медицинской эмблемой), на основе которого в районе развивается санаторно-курортное лечение.
Источник и медицинскую эмблему обрамляют колосья, символизирующие крестьянское трудолюбие. С давних пор основным занятием крестьян было земледелие, и сегодня Кумёнский район является одним из крупных высокоразвитых сельскохозяйственных районов Кировской области.
Вогнутая лазоревая оконечность указывает на то, что в недрах района находятся огромные запасы пресной воды.

В верхнем правом углу щита (слева от зрителя) в четырёхугольном пространстве воспроизведен герб области, указывающий на то, что Кумёнский район входит в состав Кировской области.

## История создания
- 25 сентября 2002 — герб района утверждён решением Кумёнской районной Думы[2].
- Герб Кумёнского района включён в Государственный геральдический регистр Российской Федерации под № 1703[3].